# Storytime
Singles de Nightwish
The Islander
(2008) The Crow, the Owl and the Dove
(2011)
Pistes de Imaginaerum
Taikatalvi
(1) Ghost River
(3)
Storytime est le premier single de l'album Imaginaerum du groupe de métal symphonique finlandais Nightwish. Il est sorti le 9 novembre 2011. Le clip contient notamment des extraits du tournage du film Imaginaerum sorti en 2012.